# Comptometer

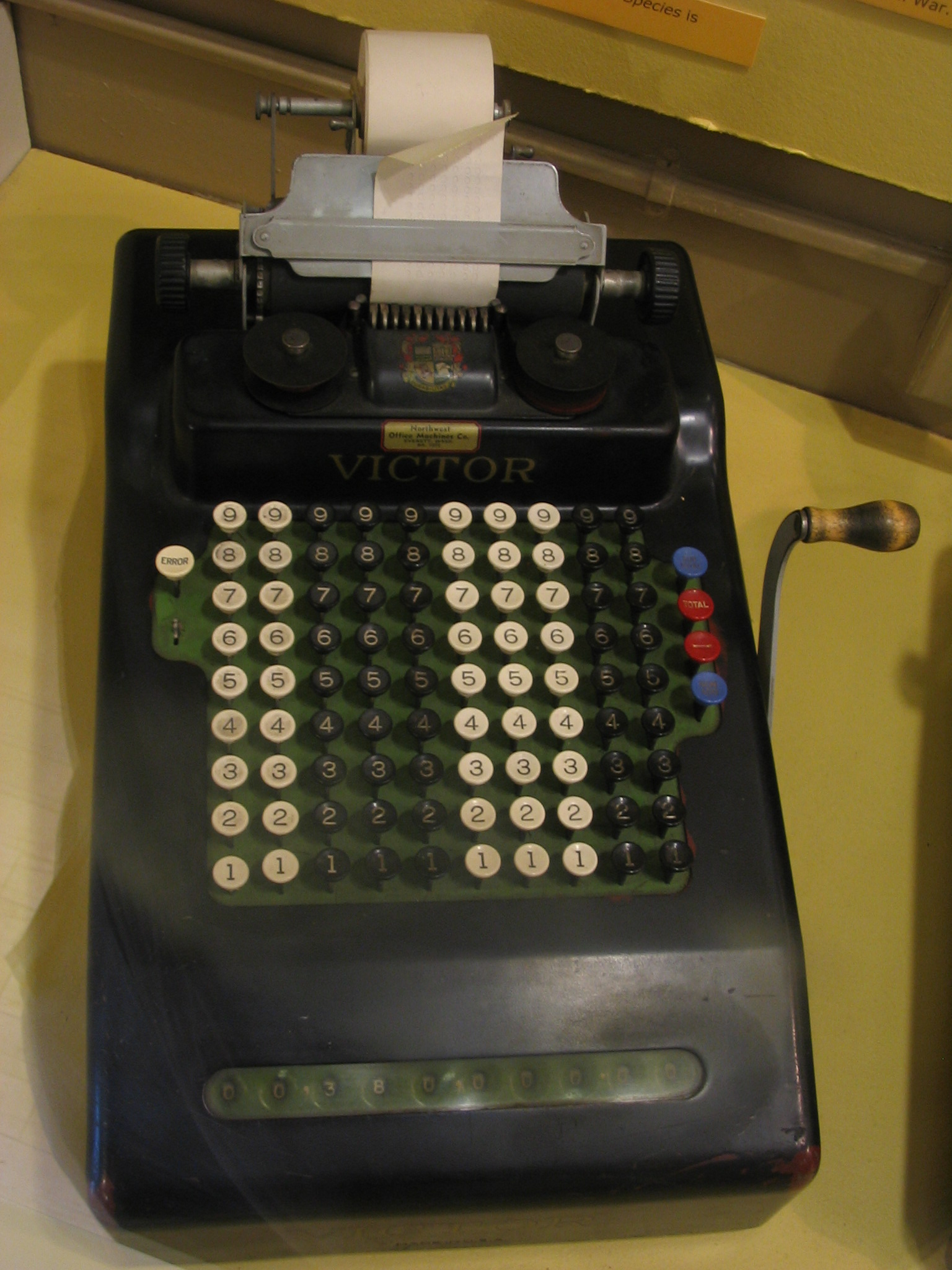
Zehnstelliges Victor-Comptometer

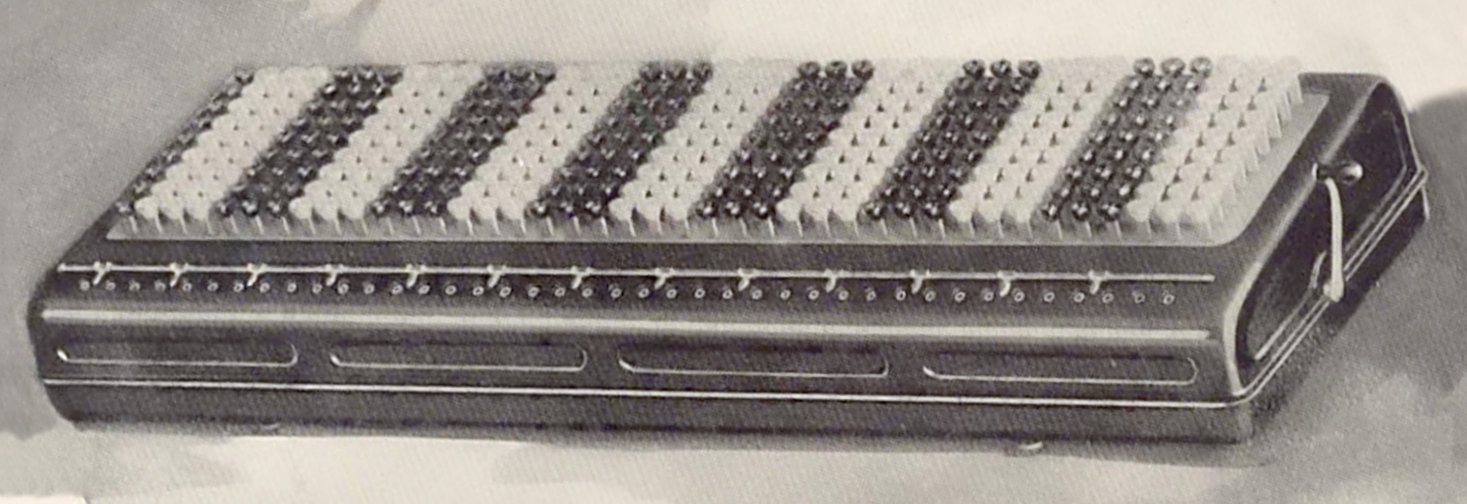
Duodecillion, ein während der 'Panama Expositions' 1915 vorgestelltes, 40-stelliges Comptometer

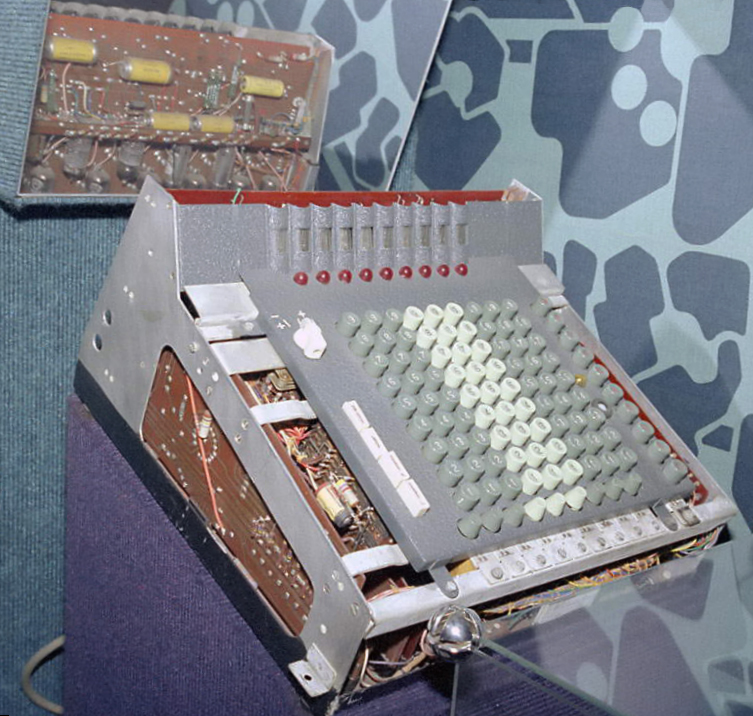
Anita 1 (Prototyp), elektronisches Comptometer

Der Comptometer, 1887 von Dorr E. Felt erfunden, war die erste mechanische Rechenmaschine, die ausschließlich durch das Drücken von Tasten bedient wurde. Jede Dezimalstelle hatte eine Reihe von neun Tasten mit den Werten von 1 bis 9. Obwohl der Comptometer hauptsächlich zur Addition und Subtraktion konstruiert war, beherrschte er auch die anderen Grundrechenarten. Alle Dezimalstellen der zu verarbeitenden Zahlen konnten gleichzeitig oder nacheinander eingeben werden. Durch die gleichzeitige Eingabe konnten die Zahlen im Vergleich zur sequentiellen Eingabe bei heutigen Taschenrechnern, wesentlich schneller eingegeben werden. Felt bekam 1889 auch noch ein Patent für den Comptograph mit einem Druckwerk.
Es gab Comptometer für Spezialanwendungen wie zum Beispiel zur Währungsrechnung; diese Versionen konnten zwischen 30 und 100 Tasten haben.
Comptometer wurden bis in die frühen 1970er-Jahre verkauft und waren in einigen Bereichen noch bis in die 1990er Jahre in Benutzung.